# Scopula rubrolineata
Scopula rubrolineata là một loài bướm đêm trong họ Geometridae.